# Hévízgyörk, Pesta
Hévízgyörk  este un sat în districtul Aszód, județul Pesta, Ungaria, având o populație de 3.030 de locuitori (2011). 

## Demografie
Componența etnică a satului Hévízgyörk
     Maghiari (97,75%)
     Necunoscut (0,51%)
     Alții (1,74%)
Componența confesională a satului Hévízgyörk
     Romano-catolici (43,93%)
     Luterani (18,28%)
     Reformați (9,67%)
     Fără religie (6,01%)
     Necunoscută (21,42%)
     Alte religii (2,05%)
Conform recensământului din 2011, satul Hévízgyörk avea 3.030 de locuitori. Din punct de vedere etnic, majoritatea locuitorilor (97,75%) erau maghiari. Apartenența etnică nu este cunoscută în cazul a 0,51% din locuitori. Nu există o religie majoritară, locuitorii fiind romano-catolici (43,93%), luterani (18,28%), reformați (9,67%) și persoane fără religie (6,01%). Pentru 21,42% din locuitori nu este cunoscută apartenența confesională.